# Martha Rosler

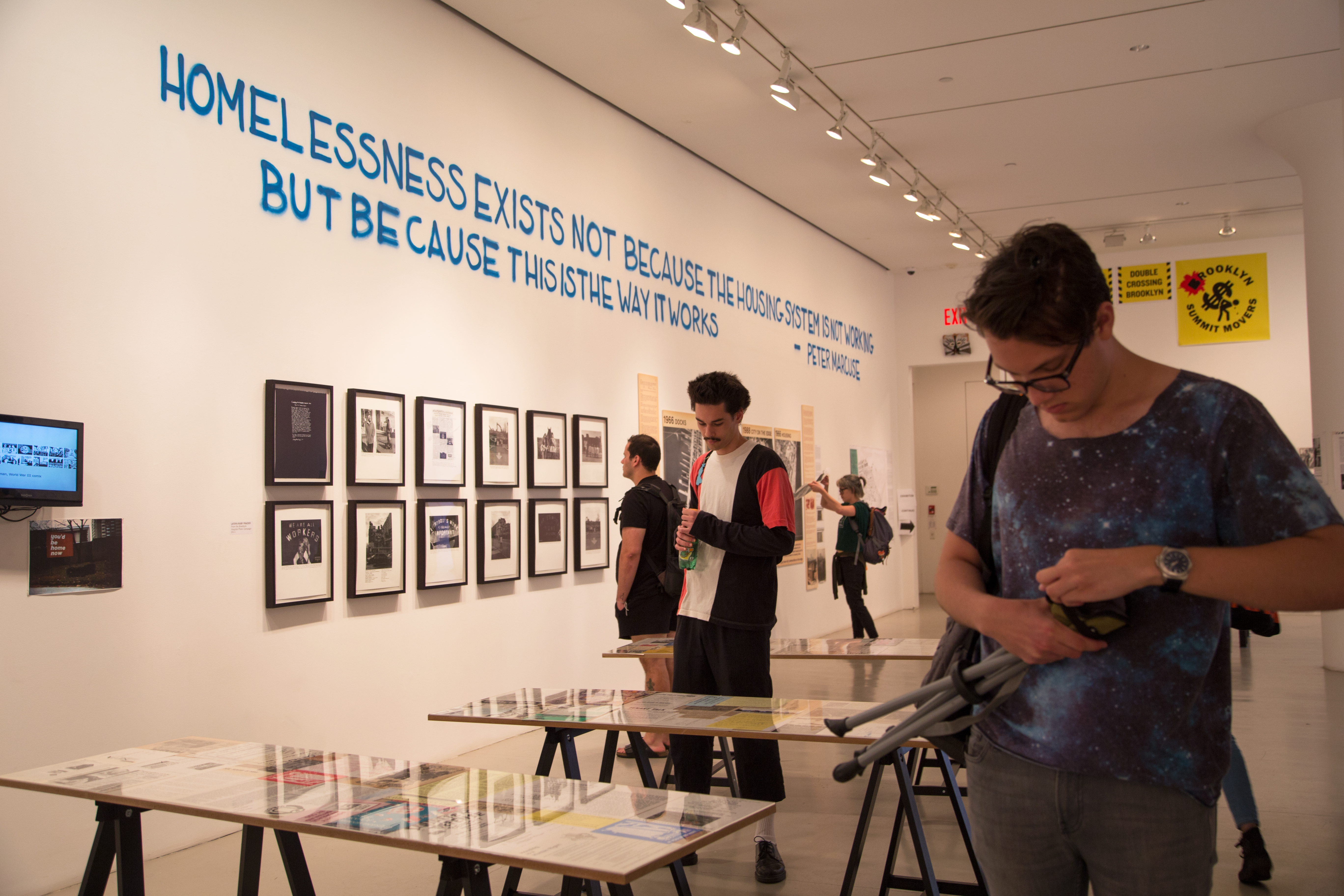
Blick in Martha Roslers Ausstellung If you can afford to live here, mo-o-ove!!, New York, 2016

Martha Rosler (* 29. Juli 1943 in Brooklyn, New York) ist eine US-amerikanische Konzeptkünstlerin und Theoretikerin, die sich der Mittel der Videokunst, Fotografie und Fotomontage sowie der Performance und Installation bedient.

## Leben
Martha Rosler machte 1965 am Brooklyn College, New York ihren Bachelor (B.F.A) und 1974 an der University of California in San Diego ihren Master of Fine Art (M.F.A.). 1985 besuchte sie als Artist residency das Art Institute of Chicago. Bereits 1975 begann sie Kritiken für das artforum und andere Kunstmagazine zu schreiben. Rosler ist Mitglied der Association of Independent Film an Video und der Society for Photographie. Sie lehrt an der School of Arts der Rutgers University in New Brunswick, New Jersey. Sie lebt und arbeitet in Brooklyn, New York.

## Auszeichnungen
2005 erhielt sie den SPECTRUM Internationalen Preis für Fotografie der Stiftung Niedersachsen, Hannover. 2006 wurde sie mit dem Kokoschka-Preis ausgezeichnet, der höchsten Auszeichnung für Bildende Künstler Österreichs, und 2017 erhält sie den Hamburger Lichtwark-Preis.

## Ausstellungen (Auswahl)

### Einzelausstellungen
- 1999/2000: Martha Rosler – Positionen in der Lebenswelt, gezeigt in der Generali Foundation (Wien), im MACBA, Barcelona [4] und im New Museum of Contemporary Art, New York City.[5]
- 2002: Odd weeks – Martha Rosler. Moderna Museet, Stockholm.
- 2005: Martha Rosler – If not now, when? Sprengel Museum, Hannover.[6]
- 2012: Meta Monumental Garage Sale, Museum of Modern Art (MOMA), New York City.[7]
- 2018/2019 (zusammen mit Hito Steyerl): Martha Rosler & Hito Steyerl. War Games. Kunstmuseum Basel.[8]
- 2023: Martha Rosler. In one way or another. Schirn Kunsthalle, Frankfurt am Main.[9]

### Ausstellungsbeteiligungen
- 1982: documenta 7, Kassel.
- 1998: Kunstverein in Hamburg, fast forward 2 "trade marks"
- 2002: Kunsthalle Wien, Televisions – Kunst sieht fern
- 2003: 50. Biennale Venedig, Venedig
- 2007: documenta 12, Kassel. Gezeigt wurde die Arbeit Kasseler Gärten (aus der Perspektive eines Maulwurfs).[10]
- 2007: Skulptur.Projekte, Münster.
- 2007: WACK! Art and the Feminist Revolution, Museum of Contemporary Art, Los Angeles[11][12]
- 2012: Serious Games. Krieg Medien Kunst, Institut Mathildenhöhe, Darmstadt
- 2014: Playtime, Städtische Galerie im Lenbachhaus, München, 15. März bis 29. Juni 2014: Arbeiten Semiotics of the Kitchen (1975) und Flower Fields (1974)
- 2017/2018 Feministische Avantgarde der 1970er-Jahre aus der Sammlung Verbund, Wien, Zentrum für Kunst und Medien, Karlsruhe;[13] 2018/2019 Dům umění, Brünn, Tschechien[14]

## Schriften (Auswahl)
- "Service: A Trilogy on Colonization" (New York: Printed Matter), 1978. Neuausgabe 2008
- "Martha Rosler: 3 Works" (Press of the Nova Scotia college of Art and Design), 3 Works (1981; Neuausgabe: Press of the Nova Scotia College of Art and Design, 2006) ISBN 0-919616-46-1, enthält auch den folgenden Essay:
- "In, around, and afterthoughts (on documentary photography)" (1981), auch in:
- Richard Bolton (Hrsg.): The Contest of Meaning. Critical Histories of Photography. The MIT Press, Cambridge (Mass.), London 1989, S. 303–341.
  - Dt.: Drinnen, Drumherum und nachträgliche Gedanken (zur Dokumentarfotografie), in: dies.: Positionen in der Lebenswelt, hg. von Sabine Breitwieser, König, Köln 1999, S. 105–148.

- If You Lived Here: The City in Art, Theory, and Social Activism (Free Press, 1991)
- Rights of Passage (NYFA, 1995)
- In the Place of the Public: Observations of a Frequent Flyer (Cantz, 1997)
- Martha Rosler: Positions in the Life World (MIT Press, 1999)
- Decoys and Disruptions: Selected Essays 1975-2001 (MIT Press; an October Book, 2004)
- Passionate Signals (Cantz, 2005)
- Imágenes Públicas (Editorial Gustavo Gili, 2007)
- Culture Class (e-flux and Sternberg Press, 2013)
- Clase Cultural (Caja Negra, 2017)
- Martha Rosler: Irrespective (Yale University Press and the Jewish Museum, 2018)
- Cara Ober: Martha Rosler: Art as Activism, Democratic Socialism, and the Changing Role of Women Artists as They Age. BmoreArt Baltimore Contemporary Art, 4 July 2019